# Racó de Cultura de Sant Antoni
El Racó de Cultura de Sant Antoni és una Casa de la Festa del barri de Sant Antoni del districte de l'Eixample de Barcelona obert el 2012. És un espai de 80 metres quadrats situat en un edifici del número 75 del carrer Viladomat, consta d'una sala i d'un petit magatzem per guardar-hi material. Diverses plaques reductores de soroll fan possible que els grups que fan música puguin assajar sense molestar els veïns.
Del Racó de Cultura de Sant Antoni en fan ús Els Diables i la Porca de Sant Antoni, Els Trapelles de Sant Antoni (colla infantil), Tocal'2 Grup de percussió, Els Trabucaires de Sant Antoni i El Grup de Teatre el Triangle. Aquest espai és també la seu de la Coordinadora de Trabucaires de Barcelona i de la Federació dels Tres Tombs de la Ciutat de Barcelona, i lloc de trobada de l'activa Comissió de la Festa Major de Sant Antoni, que aglutina les nombroses entitats del barri que cada any organitzen la Festa Major d'aquest barri. A més, al Racó de Cultura de Sant Antoni s'hi realitzen actes culturals diversos com ara conferències, xerrades, presentacions de llibres i exposicions -l'espai és obert als veïns i als membres d'entitats que hi vulguin exposar la seva obra.